# 매일방송
매일방송(毎日放送, 영어: Maeil Broadcasting Network, MBN)은 유료 플랫폼으로 방송하는 대한민국의 종합편성채널이다. 
본사는 서울특별시 마포구 상암산로 76 (상암동)에 있다.

## 역사
1993년 9월 23일 매일경제신문사를 대주주로 하는 경제전문 케이블TV 방송사 '매일경제방송'이 창립되었고, 1995년 3월 1일 개국하면서 본방송을 개시하였다.
개국한지 7년이 지난 2002년 5월 1일 미국의 경제전문 케이블 방송사인 CNBC와 업무 협조 계약을 체결하여 MBN-CNBC로 채널명이 변경되었으며, 2005년 7월 1일 MBN CNBC에서 MBN으로 채널명이 다시 변경되었다. 이후 CNBC라는 명칭이 포함된 은 2009년 12월 28일 Xports에서 SBS CNBC로 채널 전환과 동시에 4년 만에 부활되었는데 현재는 다시 SBS Biz로 변경되었다. 2005년 7월 4일 MBN으로의 채널명 환원과 동시에 MBN 새로운 CI를 발표하였다.
2010년 12월 31일부터, 매일경제방송은 종합편성채널 사업자로서 선정되어 2011년 12월 1일 매일방송은 종합편성채널로 다시 개국하여 현재까지 이르고 있다. 2019년 11월 1일부터 분식회계 혐의 기소로 장대환 회장이 사임하자마자, CI 로고를 M자 포함한 숫자 1이 사라지고 대문자 알파벳 M이 아예 전면 교체되었다.
2021년 5월 1일 자로 방송통신위원회에서 MBN에 6개월 영업정지 처분을 내려 동년 10월 말까지 6개월간 방송이 중단될 예정이었다. 그러나 2021년 2월 1일에 MBN이 방송통신위원회를 상대로 낸 업무정지 처분 효력 정지 가처분 신청이 인용되었다.

## TV 방송
- 제공자막 표시는 광고주만 나열하는 것이다.
- 상단 왼쪽에 모든 프로그램의 본방송을 표시한다.[2]
- 보도 · 시사 · 대담 프로그램은 화면 상단 오른쪽에 MBN 로고 LIVE를 표시한다.
- 해당 방송사는 매년 신년전야 타종 행사를 정기적으로 방송하지 않았으나, 한동안 2023년에서 2024년으로 넘어가는 시점에는 보신각 타종식 실황을 중계하였다.
- 스페셜 다큐멘터리로 제작된 프로그램의 영상이 자주 방송되고 있으나, 과거에 방영된 인기 프로그램이 다수 존재함에도 불구하고, 저작권 문제로 인해 방송이 불가능한 경우가 적지 않은 것으로 추정된다.

## 프로그램

### 드라마
- 미방송

### 예능
- 오은영 스테이
- 한일톱텐쇼
- 2025 한일가왕전
- 현역가왕3
- 무명전설 - 트롯 사내들의 서열전쟁
- 더 콘서트 원픽
- 두유노집밥[3]
- 위대한 쇼, 태권
- 렛츠고 파크골프 환장의 짝꿍
- 천하제빵 - 베이크 유어 드림
- 속풀이쇼 동치미

### 교양
- 매일아침
- 휴먼다큐 사노라면
- 나는 자연인이다
- 특종세상
- 열린TV 열린세상
- 소중한 나눔 무한 행복 - 소나무
- 성공다큐 최고다
- MBN 토요포커스
- 천기누설
- 한번 더 체크타임
- 스포츠 야
- 알토란
- 엄지의 제왕
- 알면 약이 되는 방송 알약방
- 명을 사수하는 사람들
- 돈워리 비해피
- 임성훈의 스타 유전자 X파일

### 뉴스
- MBN 재난대비센터
- 굿모닝 MBN (굿모닝 월드)
- 아침 & 매일경제
- 전국 네트워크
- 프레스룸 LIVE
- 스포츠 LIVE
- MBN 뉴스와이드
- 김명준의 뉴스파이터
- MBN 뉴스7 (MBN 스포츠뉴스)
- MBN 뉴스센터
- MBN 토요와이드
- 시사스페셜
- MBN 뉴스특보

## 제공 시보
- 레이델 코리아 (구 레인보우앤네이처코리아)
- 동화약품
- 한독
- 대웅제약
- 시몬스
- OK저축은행
- (주) 코리아테크
- 코스네이처 닥터린
- 고려기프트
- 이순환거버넌스
- 더피플라이프
- 현대자동차
- KIA
- (주) 건강을향한지도

## 직원

### 아나운서
•정헤선 (데연TGS방송국)(출신아나운서)
- 이영진 (데연TYU방송국)(출신아나운서)
- 정아영 데연TUYG방송국
- 박진아
- 김유진
- 한혜원
- 유한솔 (전 G1방송, 안동MBC 출신, 이직)
- 고선영 (전 KBS대구방송총국 출신, 이직)

### 앵커

#### 남자
- 이상훈
- 김명준
- 김태일
- 오태윤
- 정운갑
- 선한빛
- 백운기 (전 KBS 보도본부 해설위원에서 이직)
- 최일구 (MBC 보도제작국 부국장에서 이직)

#### 여자
- 김주하 (MBC 전 아나운서/보도국에서 이직)

### 기상캐스터
- 박선아
- 김다영
- 정예은

### 수어통역사
- 심수현

### 전직

#### 아나운서
- 전주리 - 現 KBS 아나운서
- 강서은 - 前 KBS 아나운서
- 이언경 - 前 채널A 아나운서
- 김기혁 - 現 프리랜서 아나운서
- 박원일 - 現 프리랜서 아나운서
- 김민광 - 現 연합뉴스TV 아나운서
- 오도훈 - 現 한국뉴미디어그룹 대표이사 사장[4]
- 김주영 - 前 리얼미터 미래전략연구소 이사, 프리랜서 아나운서[5]
- 홍순빈
- 이담 - 現 프리랜서 아나운서

#### 기자
- 갈태웅 - 현 OBS경인TV 사회부 기자
- 강상구 - 현 TV조선 보도본부 편집1부 부장/前 TV조선 보도본부 정치부 부장/前 TV조선 정치부 기자
- 강태화 - 현 중앙일보 기자/前 JTBC 정치부 기자
- 김선진
- 김진일 - 현 JTBC 디지털뉴스 기자/前 사회2부 기자
- 라호일 (전 평화방송 기자 출신, 이직)
- 류철호 - 현 뉴데일리 편집국 부국장(사회부장)
- 엄성섭 - 현 TV조선 보도본부 보도해설위원/前 TV조선 정치부 차장
- 안형영 - 현 TV조선 경제부 차장대우/前 TV조선 정치부 기자
- 박종진 - 전 채널A 경제부장
- 오대영 - 현 JTBC 보도국 사회부 기자/前 JTBC 보도국 정치1부 팩트체크팀장/정치2부 기자
- 유상욱 - 현 JTBC 보도국 주말제당담당/前 JTBC 보도국 사회2부 차장대우(기동팀장)/정치부 기자 (전 채널A 기자)
- 윤호진 - 현 중앙일보 기자
- 이성대 - 현 JTBC 보도국 취재담당 차장대우/前 JTBC 보도국 정치1부 청와대팀장/정치부 기자
- 이영규
- 임소라 - 현 JTBC 보도국 정책부 기자/前 JTBC 보도국 정치1부 기자/경제산업부 기자
- 임진택 - 현 중앙일보 기자/ 前 JTBC 사회2부 기자
- 정병국
- 정성일
- 조익신 - 현 JTBC 보도국 정치부회의팀 기자/ 前 JTBC 보도국 정치1부 기자/정치부 기자
- 천권필 - 현 중앙일보 기자/ 前 JTBC 사회1부 기자
- 하누리 - 현 KBS 법조팀 기자

#### 기상캐스터
- 전소영 - 현 SBS 기상캐스터
- 안주희 - 현 MBC 아나운서
- 조수연 - 현 프리랜서 방송인
- 민미경 - 현 롯데홈쇼핑 쇼호스트
- 조노을 - 현 아이비스피치 대표강사 겸 프리랜서

## 마케팅

### CI

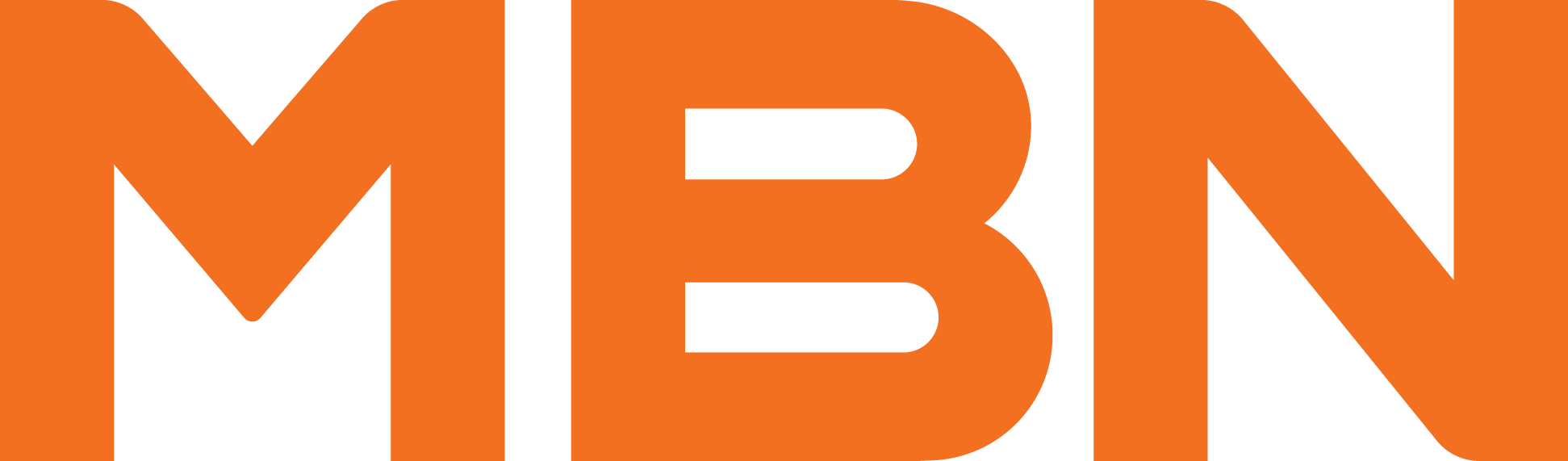

2011년 12월 1일부터 슬로건과 함께 CI를 공개했다. 영문 사명을 기존에 쓰였던 소문자 대신 모두 대문자인 MBN로 사용한다고도 밝혔다. 다만 로고는 종합편성채널 전환 직전까지 소문자를 사용한다.

### 마스코트
2023년 12월 "므보니" 마스코트로 등장하였다.

## 논란
- 2012년 12월 26일 성호스님이 MBN 생방송에 출연하여 이정희 전 통합진보당 대선 후보에게 심한 욕설을 퍼부어 제작진이 인터뷰를 도중에 중단시키는 방송사고가 일어났다.[7]
- 2016년 8월 17일 뉴스파이터 방송 말미에 올림픽에 출전한 배드민턴 국가대표팀이 준결승전에서 일본 대표팀에 완패한 소식을 전한 김 앵커는 "축하합니다, 티파니씨"라는 말을 덧붙여서 앵커로서 신중치 못한 언행으로 빈축을 샀다.
- 방송 천기누설에서 이야기하는 식품들은 효능들은 검증되지 않은, 주로 경험담이기 때문에, 방송을 통해 확인되지 않은 정보를 전달하여 국민들이 잘못된 인식을 갖게 하였다는 비판의 목소리가 있다. 실제로 잎새버섯의 항암 효과에 대해 방송한 이후에는 포털 사이트 검색어 1위에 잎새버섯이 올라올 정도로 국민들의 관심이 높은데, 정작 방송에서 항암 효과가 있다는 것은 근거가 불충분하거나 그냥 경험담이었을 뿐이다. 또한 이 방송을 통해 효소의 효능에 대해서도 알려졌는데, 의사 단체 등이 설탕과 음식물을 1:1로 배합한 것이나 기타 설탕을 많이 넣고 잰 음식들은 절대 효소가 아니며 효소도 몸에 그렇게 좋지 않다고 해명하였다.

## 같이 보기
- MBC 표준FM
- CBS 표준FM
- FEBC FM
- TBS eFM
- MBC TV
- SBS TV
- 퀴니
- 매직TV